# Pselaptrichus oculatus
Pselaptrichus oculatus är en skalbaggsart som beskrevs av Marsh och Schuster 1954. Pselaptrichus oculatus ingår i släktet Pselaptrichus och familjen kortvingar. Inga underarter finns listade i Catalogue of Life.